# 1994-es MTV Video Music Awards
Az 1994-es MTV Video Music Awards díjátadója 1994. szeptember 8-án került megrendezésre, és a legjobb, 1993. június 16-tól 1994. június 15-ig készült klipeket díjazta. Az est házigazdája Roseanne Barr volt. A díjakat a New York-i Radio City Music Hall-ban adták át. Ez volt az utolsó alkalom, hogy az estnek női műsorvezetője volt, egészen 2010-ig. Kurt Cobain, a Nirvana együttes frontembere április 5-ei halála után posztumusz kapta meg a díjakat.
A showt Michael Jackson és Lisa Marie Presley nyitották egy beszéddel. A beszéd végén egy hosszú csókot váltottak. Egy másik emlékezetes jelenetben David Letterman a színházhoz kísérte Madonnát, és figyelmeztette, hogy vigyázzon a nyelvére. Ezzel Madonna öt hónappal korábbi, nagy vihart kavart megjelenésére utalt a Late Show with David Letterman műsorban.
Az est legnagyobb győztese, pályafutásuk során másodszor, a R.E.M. volt; négy szakmai díjat vihettek haza Everybody Hurts klipjükért. Őket szorosan követik a Salt-n-Pepa hiphop-, valamint az Aerosmith rockegyüttesek, mindkét formáció három díjjal távozhatott. Az est mindkét fontos díját (Az év videója, Közönségdíj) az Aerosmith Cryin' videója kapta; ezzel ez a második klip a VMAk történetében, hogy ugyanaz a videó kapta meg mindkét díjat. A két kategória jelöltjei ezen az éven egyeztek meg utoljára.
A jelölések tekintetében az Aerosmith vezet, összesen kilenc jelölést kaptak két videójukért: négyet a Cryin'-ért és ötöt az Amazingért. Az Aerosmitht a R.E.M. követi, az Everybody Hurts klipjét hét kategóriában jelölték, ezzel az est legtöbbet jelölt videója. Björk hat jelölést kapott a Human Behaviour-ért.

## Jelöltek
A győztesek félkövérrel vannak jelölve.

### Az év videója
- Aerosmith — Cryin'
- Beastie Boys — Sabotage
- Nirvana — Heart-Shaped Box
- R.E.M. — Everybody Hurts

### Legjobb férfi videó
- Beck — Loser
- Tony Bennett — Steppin' Out with My Baby
- Tom Petty and the Heartbreakers — Mary Jane's Last Dance
- Bruce Springsteen — Streets of Philadelphia

### Legjobb női videó
- Björk — Human Behaviour
- Sheryl Crow — Leaving Las Vegas
- Janet Jackson — If
- Me'Shell NdegéOcello — If That's Your Boyfriend (He Wasn't Last Night)

### Legjobb csapatvideó
- Aerosmith — Cryin'
- Beastie Boys — Sabotage
- Green Day — Longview
- R.E.M. — Everybody Hurts

### Legjobb új előadó egy videóban
- Beck — Loser
- Björk — Human Behaviour
- Counting Crows — Mr. Jones
- Green Day — Longview
- Lisa Loeb and Nine Stories — Stay (I Missed You)
- Me'Shell NdegéOcello — If That's Your Boyfriend (He Wasn't Last Night)

### Legjobb metal/hard rock videó
- Aerosmith — Cryin'
- Anthrax — Black Lodge
- Rollins Band — Liar
- Soundgarden — Black Hole Sun

### Legjobb R&B videó
- Brand New Heavies — Dream on Dreamer
- Toni Braxton — Breathe Again
- R. Kelly — Bump n' Grind
- Salt-N-Pepa (közreműködik az En Vogue) — Whatta Man

### Legjobb rap videó
- Coolio — Fantastic Voyage
- Cypress Hill — Insane in the Brain
- Dr. Dre — Let Me Ride
- Snoop Doggy Dogg — Doggy Dogg World

### Legjobb dance videó
- En Vogue — Runaway Love
- Janet Jackson — If
- Salt-n-Pepa (közreműködik az En Vogue) — Whatta Man
- Us3 — Cantaloop (Flip Fantasia)
- Crystal Waters — 100% Pure Love

### Legjobb alternatív zenei videó
- Beck — Loser
- Green Day — Longview
- Nirvana — Heart-Shaped Box
- The Smashing Pumpkins — Disarm

### Legjobb filmből összevágott videó
- Backbeat Band — Money (a Backbeat - A bandából legenda lett filmből)
- Bruce Springsteen — Streets of Philadelphia (a Philadelphia – Az érinthetetlen filmből)
- Madonna — I'll Remember (a Tanulj, tinó! filmből)
- Sinéad O’Connor — You Made Me the Thief of Your Heart (az Apám nevében filmből)

### Legnagyobb áttörés
- Beastie Boys — Sabotage
- Björk — Human Behaviour
- Deep Forest — Sweet Lullaby
- Nine Inch Nails — Closer
- R.E.M. — Everybody Hurts

### Legjobb rendezés
- Aerosmith — Amazing (Rendező: Marty Callner)
- Beastie Boys — Sabotage (Rendező: Spike Jonze)
- Deep Forest — Sweet Lullaby (Rendező: Tarsem)
- R.E.M. — Everybody Hurts (Rendező: Jake Scott)

### Legjobb koreográfia
- Hammer — Pumps and a Bump (Koreográfus: Hammer és Randi G.)
- Janet Jackson — If (Koreográfus: Tina Landon)
- Salt-n-Pepa (közreműködik az En Vogue) — Whatta Man (Koreográfus: Frank Gatson és Randy Connors)
- Us3 — Cantaloop (Flip Fantasia) (Koreográfus: Toledo)

### Legjobb speciális effektek
- Aerosmith — Amazing (Speciális effektek: Cream Cheese Films és Video Image)
- Björk — Human Behaviour (Speciális effektek: Michel Gondry)
- Peter Gabriel — Kiss That Frog (Speciális effektek: Brett Leonard és Angel Studios)
- Tool — Prison Sex (Speciális effektek: Adam Jones)

### Legjobb művészi rendezés
- Aerosmith — Amazing (Művészi rendezés: Ted Baffalucus)
- Björk — Human Behaviour (Művészi rendezés: Michel Gondry)
- Nine Inch Nails — Closer (Művészi rendezés: Tom Foder)
- Nirvana — Heart-Shaped Box (Művészi rendezés: Bernadette Disanto)

### Legjobb vágás
- Aerosmith — Amazing (Vágó: Troy Okoniewski és Jay Torres)
- Björk — Human Behaviour (Vágó: Michel Gondry)
- Deep Forest — Sweet Lullaby (Vágó: Robert Duffy)
- Peter Gabriel — Kiss That Frog (Vágó: Craig Wood)
- Meat Puppets — Backwater (Vágó: Katz)
- R.E.M. — Everybody Hurts (Vágó: Pat Sheffield)
- The Smashing Pumpkins — Disarm (Vágó: Pat Sheffield)
- Stone Temple Pilots — Vasoline (Vágó: Kevin Kerslake)

### Legjobb operatőr
- Aerosmith — Amazing (Operatőr: Gabriel Beristain)
- Deep Forest — Sweet Lullaby (Operatőr: Tarsem és Denise Milford)
- Nirvana — Heart-Shaped Box (Operatőr: John Mathieson)
- R.E.M. — Everybody Hurts (Operatőr: Harris Savides)

### Közönségdíj
- Aerosmith — Cryin'
- Beastie Boys — Sabotage
- Nirvana — Heart-Shaped Box
- R.E.M. — Everybody Hurts

### Nemzetközi közönségdíj

#### MTV Brasil
- Chico Science — A Cidade
- Legião Urbana — Perfeição
- Raimundos — Nêga Jurema
- Sepultura — Territory
- Caetano Veloso és Gilberto Gil — Haiti

#### MTV Europe
- The Cranberries — Linger
- D:Ream — Things Can Only Get Better
- Enigma — Return to Innocence
- Take That — Babe
- U2 — Stay (Faraway, So Close!)
- Whale — Hobo Humpin' Slobo Babe

#### MTV Japan
- Chara — Tsumibukako Aishiteyo
- hide — Eyes Love You
- Original Love — The Rover
- Seikima-II — Tatakau Nihonjin
- Izumi Tachibana — Vanilla

#### MTV Latin America
- Caifanes — Afuera
- Los Fabulosos Cadillacs — El Matador
- La Ley — Tejedores de Ilusión
- Mano Negra — El Señor Matanza

### Életmű-díj
- Tom Petty
- The Rolling Stones

## Fellépők
- Aerosmith — Walk This Way
- Boyz II Men — I'll Make Love to You
- The Smashing Pumpkins — Disarm
- The Rolling Stones — Love Is Strong/Start Me Up
- Green Day — Armatage Shanks
- Beastie Boys — Sabotage
- Alexandrov Red Army Ensemble és a Leningrad Cowboys — Sweet Home Alabama
- Salt-n-Pepa — Push It/None of Your Business/Whatta Man/Shoop
- Tom Petty and the Heartbreakers — Mary Jane's Last Dance
- Snoop Doggy Dogg — Murder Was the Case (DeathAfterVisualizingEternity)
- Stone Temple Pilots — Pretty Penny
- Bruce Springsteen — Streets of Philadelphia

## Résztvevők
- Michael Jackson és Lisa Marie Presley — megnyitották a showt és üdvözölték a nézőket
- Tom Jones — átadta a Legjobb női videó díjat
- Coolio és Björk — átadták a Legjobb dance videó díjat
- Adam Sandler és Sandra Bullock — átadták a Legjobb filmből összevágott videó díjat
- Beavis and Butthead — egy reklámszünet előtti bejátszásban jelentek meg
- Natalie Merchant és a Soundgarden (Chris Cornell és Kim Thayil) — átadták a Legnagyobb áttörés díjat
- Jann Wenner — átadta az Életmű-díjat a The Rolling Stones-nak
- Ed Lover és Doctor Dré — a Közönségdíj szavazási eljárását bemutató videóban jelentek meg
- Melissa Etheridge és Brendan Fraser — átadták a Legjobb új előadó díjat
- Mark Messier és Daisy Fuentes — átadták a Legjobb rendezés díjat
- Naomi Campbell és Denis Leary — átadták a Legjobb metal/hard rock videó díjat
- Billy Corgan — átadta az Életmű-díjat Tom Petty-nek
- Public Enemy (Chuck D és Flavor Flav) — átadták a Legjobb rap videó díjat
- Fab 5 Freddy és Daisy Fuentes — a Közönségdíj szavazási eljárását bemutató videóban jelentek meg
- Ben Stiller és Lisa Loeb — átadták a Legjobb csapatvideó díjat
- Sheryl Crow és Stephen Dorff — bejelentették a Nemzetközi közönségdíj győzteseit
- Gastão Moreira (MTV Brasil), Kristiane Backer (MTV Europe), Hannah (MTV Japan) és Ruth Infarinato (MTV Latin America) — bejelentették a regiójuk közönségdíjának győzteseit
- Toni Braxton és Tony Bennett — átadták a Legjobb alternatív zenei videó díjat
- Bill Bellamy és Kennedy — átadták a Közönségdíjat díjat
- Cindy Crawford és Jon Stewart — átadták a Legjobb R&B videó díjat
- Queen Latifah — átadta a Legjobb férfi videó díjat
- Krist Novoselic — megemlékezett Kurt Cobain-ről
- David Letterman — a színpadhoz kísérte Madonnát (szerepelt továbbá a reklámszünet előtti bejátszásban Beavis and Butthead-del)
- Madonna — átadta az Év videója díjat